# Страх (фильм, 1996)
«Страх» (англ. Fear) — психологический триллер 1996 года американского режиссёра Джеймса Фоули. В главных ролях Марк Уолберг и Риз Уизерспун.

## Сюжет
Шестнадцатилетняя Николь после ссоры с отцом уходит на дискотеку с подругой Марго. Там она знакомится с милым и обходительным парнем Дэвидом. Отношения между ними развиваются стремительно. Вскоре Дэвид знакомится с семьёй Николь — отцом Стивом, его молодой женой Лорой и её десятилетним сыном Тоби. Для Николь всё происходит как в сказке о прекрасном принце, пока однажды не случается неожиданное. Встречая Николь после школы, Дэвид видит её в объятиях её друга Гарри. Он набрасывается на Гарри и жестоко его избивает. В порыве гнева Дэвид бьёт Николь по лицу, у неё остаётся синяк. Дома о случившемся узнаёт Стив. Он находит Дэвида и требует оставить его дочь в покое. В ответ Дэвид решает расстроить отношения отца с дочерью: он крепко бьёт себя в грудь и, показывая Николь синяки, говорит, что её отец напал на него. Николь ссорится с отцом и отправляется домой к Дэвиду. Но там она застаёт его со своей подругой Марго. Николь рвёт отношения с Дэвидом. Дэвид приходит в ярость и решает, что в их разрыве виноваты близкие Николь. Он начинает им мстить: убивает Гарри, нападает на Марго и разбивает автомобиль Стива. Тот, в свою очередь, наносит визит к Дэвиду домой. Не застав никого, он устраивает там погром. Когда Дэвид и его друзья возвращаются и видят этот беспорядок, они решают нанести ответный визит. Среди ночи они устраивают настоящую осаду дома Николь. Члены её семьи, забаррикадировавшись, как могут, стараются не пустить банду в дом. Но силы неравны, и озверевшие юнцы проникают внутрь. Они связывают Стива, Николь и Лору. Тем временем Тоби удается через окно выйти наружу и вызвать полицию. Затем он возвращается в дом и незаметно для бандитов развязывает пленников. Стив вступает в схватку с Дэвидом и выбрасывает его из окна второго этажа. Дэвид разбивается насмерть.

## В ролях
- Марк Уолберг — Дэвид Макколл
- Риз Уизерспун — Николь Уокер
- Уильям Петерсен — Стив Уокер
- Эми Бреннеман — Лора Уокер
- Алисса Милано — Марго Массэ
- Кристофер Грэй — Тоби Уокер
- Трэйси Фрейм — Логан
- Тодд Калдекотт — Гарри
- Бэннер — Кайзер, немецкая овчарка Уокеров

## Саундтрек
- Jessica — The Allman Brothers
- Green Mind — Dink
- Comedown — Bush
- Wild Horses — The Sundays
- Machine Head — Bush
- Something Always Wrong — Toad the Wet Sprocket
- Animal — Prick
- The Illist — Марк Уолберг
- Irie Vibe — One Love

## Приём
На Rotten Tomatoes фильм имеет рейтинг одобрения 46 %, основанный на 37 отзывах, со средним рейтингом 5,20/10. Консенсус сайта гласит: У фильма привлекательный молодой актёрский состав, но их усилий недостаточно, чтобы постоянно отвлекаться от всё более раздутой и нелогичной истории о преследовании подростков. На Metacritic он набрал 51 % баллов на основе отзывов 16 критиков, что указывает на смешанные или средние отзывы.
Мик Ласалль из San Francisco Chronicle сказал: "Страху трудно сопротивляться. С одной стороны, это бесстыдный триллер, который компенсирует неизбежность своей истории, последовательно становясь больше, быстрее и ужаснее, чем вы могли бы ожидать. С другой стороны, в нём содержится достаточно правды об отцах, дочерях-подростках и юной похоти, чтобы отличить его от большинства триллеров и подкрепить яркими эмоциями. Это кошмарная фантазия для отцов. Режиссёр Джеймс Фоули и сценарист Кристофер Кроу продолжают повышать ставки до самого конца. Это сводящая с ума, приносящая удовлетворение, дурацкая, но интересная картина .
Оуэн Глейберман из Entertainment Weekly дал фильму положительный отзыв, дополнительно сравнив его с Роковым влечением, написав: «Страх» — это роковое влечение для подростков. Он, однако, раскритиковал финал: Джеймс Фоули отлично справляется с тем, чтобы вызвать напряженность между отцом, дочерью и её поклонником, но ему меньше повезло с (неизбежной) яркой кульминацией, которая настолько неубедительно поставлена, что даже не выходит за рамки.
Джин Сискел назвал картину предсказуемым мусором с многообещающим названием, который погружается в чистый хаос…Шокирует, что такой фильм снял тот же режиссёр, который подарил нам «В упор», «Гленгари Глен Росс» и «После наступления темноты, моя дорогая». Этот фильм недостоин его таланта. Он должен был называться «Кто этот мальчик?». Эберт утверждал, что фильм вызывает неподдельный психологический интерес, с эффектным и тревожным портретом семьи, находящейся в осаде.
Историк кино Леонард Малтин дал картине 2/4 звезды: Эта сносная эпопея-слэшер выигрывает благодаря четкому и стильному направлению и достойным выступлениям, тем не менее, это ужасно производно — особенно кульминационная развязка. Марк Уолберг грозен, но ему могли бы пригодиться уроки дикции.
Критическая переоценка фильма оказалась более позитивной, чем его первоначальный прием, причем оценка Картера Бервелла была особенно хорошо принята. Один критик с тех пор заявил, что хотя некоторые рецензенты отвергли его после выхода как сенсационное, истеричное, шаблонное произведение, «Страх» со временем был высоко оценен. Фильм был помещен под номером 19 в списке «30 ещё более страшных моментов из фильмов».